# Ingram (Texas)
Ingram è un centro abitato degli Stati Uniti d'America situato nella contea di Kerr dello Stato del Texas.
La popolazione era di 1.804 persone al censimento del 2010.

## Geografia fisica
Ingram è situata a 30°04′37″N 99°14′15″W (30.076903, -99.237367), sul fiume Guadalupe nella Texas Hill Country, 7 miglia (11 km) a ovest di Kerrville e 63 miglia (101 chilometri) a nord ovest di San Antonio.
Secondo lo United States Census Bureau, ha un'area totale di 1,3 miglia quadrate (3,4 km²).

## Società

### Evoluzione demografica
Secondo il censimento del 2000, c'erano 1.740 persone, 639 nuclei familiari e 470 famiglie residenti nella città. La densità di popolazione era di 1.364,1 persone per miglio quadrato (524,9/km²). C'erano 711 unità abitative a una densità media di 557,4 per miglio quadrato (214,5/km²). La composizione etnica della città era formata dal 94,94% di bianchi, lo 0,11% di afroamericani, lo 0,57% di nativi americani, lo 0,57% di asiatici, lo 0,06% di isolani del Pacifico, il 2,76% di altre razze, e lo 0,98% di due o più etnie. Ispanici o latinos di qualunque razza erano il 13,97% della popolazione.
C'erano 639 nuclei familiari di cui il 37,4% aveva figli di età inferiore ai 18 anni, il 55,2% aveva coppie sposate conviventi, il 13,0% aveva un capofamiglia femmina senza marito, e il 26,4% erano non-famiglie. Il 22,7% di tutti i nuclei familiari erano individuali e l'11,6% aveva componenti con un'età di 65 anni o più che vivevano da soli. Il numero di componenti medio di un nucleo familiare era di 2,72 e quello di una famiglia era di 3,19.
La popolazione era composta dal 29,4% di persone sotto i 18 anni, l'8,4% di persone dai 18 ai 24 anni, il 30,2% di persone dai 25 ai 44 anni, il 20,6% di persone dai 45 ai 64 anni, e l'11,4% di persone di 65 anni o più. L'età media era di 35 anni. Per ogni 100 femmine c'erano 99,3 maschi. Per ogni 100 femmine dai 18 anni in giù, c'erano 94,3 maschi.
Il reddito medio di un nucleo familiare era di 30.958 dollari e quello di una famiglia era di 33.542 dollari. I maschi avevano un reddito medio di 24.779 dollari contro i 17.738 dollari delle femmine. Il reddito pro capite era di 12.883 dollari. Circa l'11,0% delle famiglie e il 13,3% della popolazione erano sotto la soglia di povertà, incluso il 15,3% di persone sotto i 18 anni e il 12,5% di persone di 65 anni o più.